# Jean-Jacques Annaud
Jean-Jacques Annaud (Draveil, 1 de outubro de 1943) é um cineasta francês. É diretor dos célebres filmes,  A Guerra do fogo, Le nom de la rose, Seven Years in Tibet e L'Amant.

## Biografia
Filho de Pierre Annaud e Madeleine Annaud, em 1964, ele se formou no Institut des Hautes Études Cinématographiques (IDHEC) em Paris. Iniciou sua carreira profissional como publicitário, em 1962 estudou na escola Vaugirard e no IDHEC em Paris, como afirmado, fez curtas-metragens publicitários, cerca de quatrocentas produções deste ramo entre os anos de 1966 e 1976. 
Seu primeiro longa-metragem foi em 1976, "Preto e branco em cores", filme sobre o colonialismo que ganhou Oscar de melhor filme estrangeiro.
Mais tarde, fez grandes filmes que o tornaram famoso em todo o mundo: A Guerra do fogo (1981), O Nome da Rosa (1986), esse último baseado no romance de Umberto Eco, O Urso e O amante (1991), inspirado em uma história de Marguerite Duras. Apesar de ter sua entrada proibida na China devido às filmagens de Sete Anos no Tibete foi convidado para dirigir uma adaptação de uma novela chinesa e teve a sua entrada liberada na China para a produção do seu longa-metragem Totem Lobo (Wolf Totem), com lançamento previsto para o ano de 2015.

## Filmografia

### Filmes
| Ano  | Título                  |  |
| ---- | ----------------------- |  |
| 1976 | Preto e branco em cores |  |
| 1979 | Hothead                 |  |
| 1981 | A Guerra do Fogo        |  |
| 1986 | O Nome da Rosa          |  |
| 1988 | O Urso                  |  |
| 1992 | O Amante                |  |
| 1995 | Asas de coragem         |  |
| 1997 | Sete Anos no Tibete     |  |
| 2001 | Inimigos dos portões    |  |
| 2004 | Dois irmãos             |  |
| 2007 | Sua Majestade Menor     |  |
| 2011 | Ouro Preto              |  |
| 2015 | Totem dos Lobos         |  |

## Prêmios e indicações
- Recebeu duas indicações ao César, na categoria de Melhor Filme, por "A Guerra do Fogo" (1981) e "O Urso" (1988). Venceu em 1981.
- Ganhou dois César de Melhor Diretor, por "A Guerra do Fogo" (1981) e "O Urso" (1980).
- Recebeu duas indicações ao César, na categoria de Melhor Filme Estrangeiro, por "O Nome da Rosa" (1986) e "O Amante" (1991). Venceu em 1986.

### Oscar
| Ano  | Categoria                         | Filme                   | Resultado |
| ---- | --------------------------------- | ----------------------- | --------- |
| 1977 | Óscar de Melhor Filme Estrangeiro | Preto e branco em cores | Venceu    |

### Prêmio César
| Ano  | Categoria                | Filme            | Resultado |
| ---- | ------------------------ | ---------------- | --------- |
| 1982 | Melhor Filme             | A Guerra do Fogo | Venceu    |
| 1982 | Melhor Diretor           | A Guerra do Fogo | Venceu    |
| 1987 | Melhor Filme Estrangeiro | O Nome da Rosa   | Venceu    |
| 1988 | Melhor Filme             | O Urso           | Indicado  |
| 1988 | Melhor Diretor           | O Urso           | Venceu    |
| 1992 | ???                      | O Amante         | Indicado  |